# 斯波義将
斯波 義将（しば よしゆき）は、南北朝時代から室町時代の武将・守護大名。斯波氏5代当主。室町幕府創業の元勲である斯波高経の四男で、室町幕府初代・3代・5代・8代管領。越前・越中・信濃守護。
幼少より父・高経の偏愛を受け、父の後見と推薦もあって13歳にして幕府管領職に就任する。後に父の失脚と同じくして自身も都を追われたが、まもなく復権し、政敵の細川頼之を康暦の政変にて失脚させると管領に再任。以後、足利義満・足利義持と2代の室町将軍を補佐し、およそ30年間にわたって幕府の重鎮であり続け、斯波氏の最盛期を築いた。

## 生涯
西暦1392年までの元号は北朝のものを表記。

### 管領就任と失脚
観応元年（1350年）、斯波高経の四男として誕生する。父・高経の偏愛を受け、延文5年（1360年）には11歳で元服し、従五位下治部大輔に叙された。この頃の幕府では、2代将軍足利義詮を補佐する執事（管領）であった細川清氏が康安の政変で失脚し、南朝に属して京都に侵攻したため幕府は討伐を行い、執事職は空席となっていた。貞治元年（1362年）、13歳の義将は、父・高経や斯波氏の縁戚であった有力守護の佐々木道誉の推薦で執事となり（但し道誉自身は婿にあたる義将の兄・氏頼を推した）、越前の他に越中の守護職を与えられた。
越中国守護としては、貞治2年（1363年）11月から同4年（1365年）2月まで在任した記録がある。佐藤進一は、斯波氏が没落した貞治5年（1366年）8月まで在任したと推測している。
義将の年齢のこともあり、実際は父が後見人として幕政を指揮するが、高経の独裁的・強権的な政治は諸侯や寺社の強い反発を受けた。このため貞治5年（1366年）8月に起こった貞治の変において、細川頼之と結んだ道誉などのため失脚して越前に逼塞する。この後、後任の管領には道誉らに推薦された頼之が就任し、細川氏との因縁は残された。

### 越中平定・康暦の政変
貞治6年（1367年）7月13日、父・高経が病死する。その直後に義将は上洛して将軍から正式に赦免された。
貞治7年/応安元年（1368年）2月、幕府に復帰していた桃井直常が越中国に逃げ落ちて、再び幕府に反抗を始めた。同年、義将は再び越中国守護に還補され、桃井討伐を命じられた。二度目の越中国守護としては、応安元年（1368年）8月から康暦元年（1379年）11月まで在任した記録がある。
桃井直常・直信（前越中守護）兄弟は建武年間から活躍する武将であり、特に兄の直常は足利直義・直冬の強力な与党として、幾度となく幕府を苦しめた猛将と知られていた。これに対して義将は、越中・能登等の北陸勢を率いて桃井軍に挑み、応安2年（1369年）10月には直常の篭る松倉城を攻略した。落ち延びた直常ら桃井一族は、翌応安3年（1370年）に婦負郡長沢において決戦を挑んだが、この合戦で義将は直常の子・直和を敗死させるなど勝利を手にした（長沢の戦い）。敗れた桃井一族は、南朝勢力や飛騨の姉小路氏の支援を受けてなおも抵抗を試みるものの、応安4年（1371年）の五位荘の合戦で吉見氏などに敗れた以降は斯波氏に駆逐され、ここに越中は幕府軍に制圧された。
困難と思われた越中平定と桃井追討を成し遂げた義将は諸侯中でもその名声を高め、その後は義詮正室で同族でもある渋川幸子に接近してこれと結ぶなど幕府内での基盤を着実に固めていく。この頃、幕政を主導していたのは若い3代将軍足利義満を補佐していた細川頼之であったが、義将は守護国である越中や、越前国内の所領において国人と守護代との騒動などから頼之と対立することもあり、貞治の変以来の因縁もあったために反頼之派の旗頭となっていく。この勢力には道誉の没後に頼之と不和になった京極高秀（道誉の子）も加わり、次第にその勢力を拡大させていった。
永和5年/康暦元年（1379年）2月、一時、越中守護を罷免されるが、短期間で復帰した。同年、ついに義将は高秀や土岐頼康ら反頼之派の守護大名と糾合し、兵を用いて将軍邸である花の御所を包囲するに至った（御所巻）。義将は義満に迫って頼之の罷免を求め、頼之を解任させて自身が管領に任じられることを目論んだ政変（康暦の政変）に成功する。罷免された頼之は自邸を焼き、領国のある四国へ落ち延び、ちょうど貞治年間の義将と逆の形となった。

### 幕府の宿老として
幕府の管領に返り咲いた義将は、管領と政所の機構を整備して権限を強化、春屋妙葩を僧録に任命して禅僧の統括を図るなどよく義満を補佐し室町幕府の安定に力をつくした。また斯波氏としても建武以来の領国であった越前を取り戻し（越中を畠山基国と交換）、義将の弟・義種が加賀国の守護に任じられ、永徳2年（1382年）12月には従四位下左兵衛督に昇進するなど幕府内で勢力を拡げていったが、頼之の領国伊予を没収し河野通堯に与えてこれを討伐しようとした計画は、通堯が返り討ちに遭ったことや、義満がこれ以上の細川氏への刺激を抑えたことによって失敗に終わった。
やがて義満の将軍権威が確立して主導的な執政が行われはじめ、嘉慶3年（1389年）に頼之が赦免されると、義将の政治的立場は微妙なものになり、明徳2年（1391年）には義将は管領を辞し、領国の越前へ帰国した。この後代わって頼之の弟で養子の細川頼元が管領となった。
しかし頼之が明徳3年（1392年）に没すると再び幕政に参与し、翌明徳4年（1393年）6月からは三度管領に就るなど、義将は生涯において執事・管領職を5回、延べ18年にわたって幕政を主導した。九州探題の今川貞世（了俊）の解任にも関与しているとされる。将軍義満が出家すると追従して出家し道将と号して、家督を子の義重に譲った。
応永2年（1395年）7月25日、正四位下右衛門督に昇る。それまで衛門府の督は平家の公達や、鎌倉将軍の源頼家等を除いて武家に任官された例が無かったため、関白一条経嗣はその日記『荒暦』において「武臣の右衛門督、未だ聞かざる事也」と義将の右衛門督任官が公家社会で驚きをもって迎えられたこと記している。
応永6年（1399年）に大内義弘が挙兵した応永の乱の討伐にも義重とともに従軍し軍功をあげた。乱後、義満は斯波父子の働きに恩賞として義重に尾張、さらに遠江の守護職が与えられた。至徳年間からは信濃守護を兼ねていたため、斯波氏は越前・尾張・遠江・信濃・加賀に及ぶ五州の太守となり、ここに最盛期を迎えた。但し、信濃は短期間で小笠原氏に交代、領国化はならなかった。

### 義満死後を主導

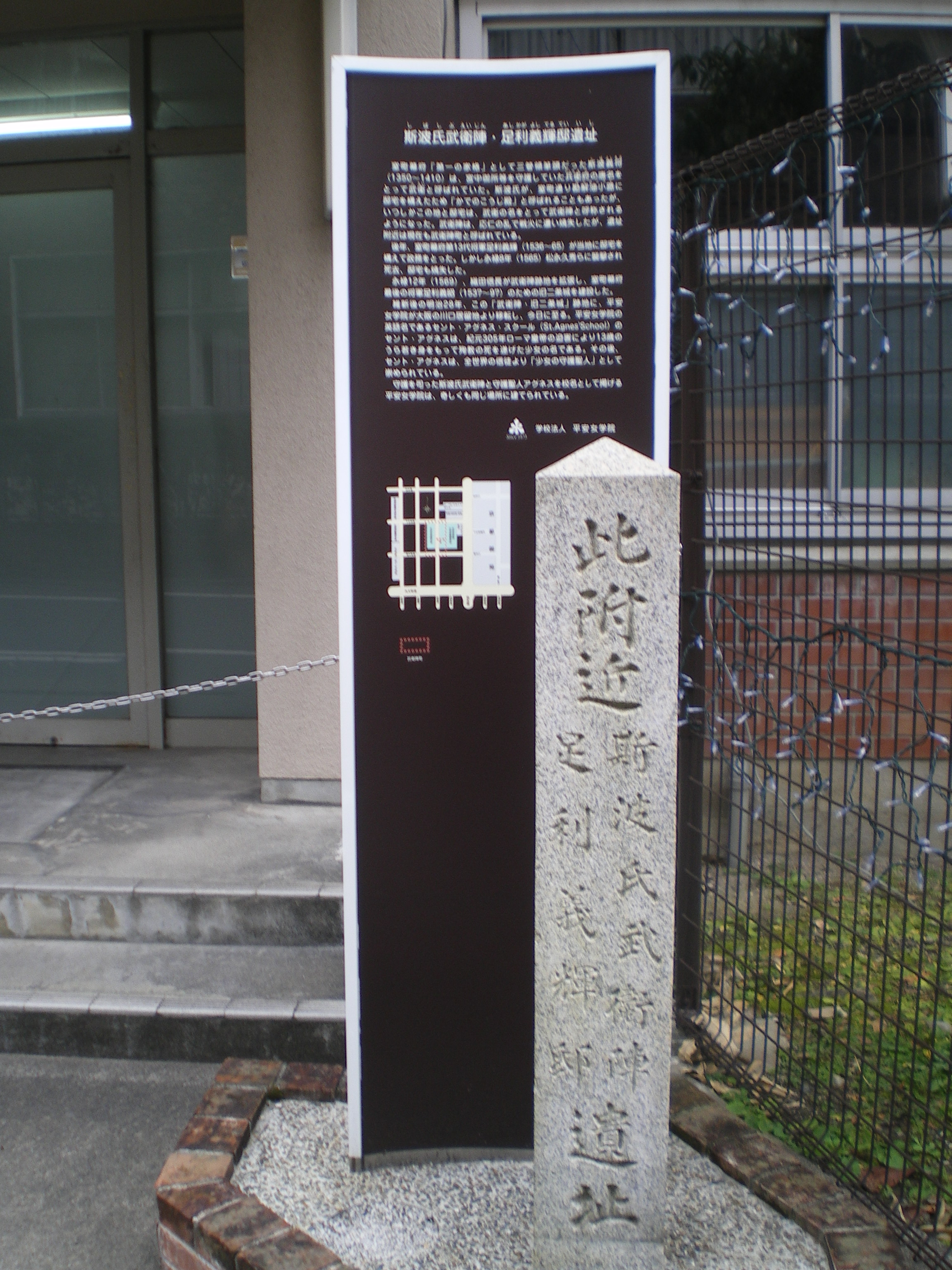
武衛陣（勘解由小路邸）跡

応永15年（1408年）の義満の死後は子の義重を管領職に推し、宿老として4代将軍足利義持を補佐する形で重用された。義満の後継には公家社会などから義持の弟・足利義嗣が支持されたが、義将はそれを事前に押さえている。さらに朝廷からの義満に対しての太上天皇追贈を先例のない事を理由に辞退させ、日明貿易（勘合貿易）の停止を勧めるなど、義満の死後にその政策を批判した動きをとる。更に応永16年（1409年）6月7日には、出家の身で4度目（5度目）の管領に就任（『教言卿記』他）し、8月1日には11歳の孫の義淳に管領を譲ることで斯波氏による幕政支配を目指したものの、それから程なく応永17年（1410年）5月7日没。享年61。法名は法苑寺殿道将雪渓。人々はその死を「当世武門の重人なり、一家の愁傷か」と悼んだと伝えられる（『懺法講部類』）。
京都における義将の本邸が室町通の勘解由小路にあったため、勘解由小路殿（かでのこうじどの）と通称された。彼以降の斯波家当主は代々左兵衛督、または左兵衛佐に任官したため、同家が武衛（兵衛府の唐名）家の名称で呼ばれるようになると、それによって勘解由小路邸も武衛陣と呼称された。現在の京都においても旧武衛邸付近一帯（平安女学院周辺）を武衛陣町と呼び、その名を今に伝えている。また、武家家訓『竹馬抄』の著者（別人説あり）としても知られる。
義将の死後、孫の義淳は管領を解任され、甥の満種（義種の子）が加賀守護を解任されるなど徐々に斯波氏の勢威は下降していく。

## 人物・逸話
義将は高潔な人格に寛大な性格を持ち、正道を誤る事無く、雅にも通じていたとされ、以下のような逸話も残る。
- 将軍義満がある時人を罰して、その人物の邸宅までも取り壊そうとした。これを知った義将が「昔、鹿ケ谷の陰謀の首謀者である平康頼・藤原成経・俊寛らが罰された時、その者達の邸宅は壊されることはありませんでした。罪があるなら人を罰すれば良いだけのことで、その者の邸宅を取り壊すというのは（天下の将軍の行いとしては）いかがなものでしょうか」と諌めたとされる。
- 越中にて桃井一族と戦いを繰り広げていた時の事、ある大雪の夜に義将は月光に照らされた雪を肴に酒を嗜み、その身に迫る寒さを忘れたという。後に越中を平定して都へ帰還するとこの時の事を思い返し、雪が降るたびに酒を温めこれを鑑賞した。またこれにちなみ自身を「雪渓」と号した。
- 和歌を好んだ義将は「源氏物語」研究の第一人者であった四辻善成に師事していた。義将は旧皇族（四辻宮家）にもかかわらず閑職に甘んじていた師を後援し、やがて善成は左大臣にまで昇進した。しかし増長した善成が皇籍復帰と親王宣下まで望むようになると、それまで後援していた義将は態度を一転させ、「そのような事は無益なことです。お止めください」と師を諌め、さっさと善成を出家させてしまった。
- 義満死後、太上法皇の尊号が贈られることになった時、将軍義持の相談を受けた義将が「将軍家にとって大変名誉なことではありますが、臣下の身でそのような待遇を得た前例はございませんので、ご辞退されるのがよろしいでしょう」と義持に進言したという。
- 禅宗に深く帰依した義将は、春屋妙葩といった禅僧たちと親しく交わり、五山禅林の整備に協力したといわれる。また連歌や和歌に長け、勅撰和歌集である『新後拾遺和歌集』と『新続古今和歌集』に選ばれた他、豊原信秋より笙を学ぶ[17]など文化には大きな理解を示した。

逸話ではあるが、このような正道にかなった義将の行いを世の人々は褒め称えたという。
一方で義将は、戦功著しい優れた武将であり、手熟れた政治家でもあった。
- 応安の復権後、越中守護に復した義将は、未だ幕府の勢力下に無い同国の平定に尽力することとなる。この時、義将の前に立ちはだかったのが長年同国に勢力を張って猛将として知られた桃井直常・直信兄弟であった。特に直常は、かつての直義・直冬党の最有力の武将として長年にわたって幕府軍を苦しめた強敵だったが、義将はこれを自ら軍勢を率いて討ち破り、越中の完全平定を成し遂げた。この越中平定が後に義将を反細川勢力の旗頭に押し上げる契機の一つとなった。
- 細川頼之とはかつての因縁もあって政敵の間柄であった。諸侯の頼之への不満が溜まると、その機を逃さずにこれを纏め上げ、将軍邸を囲んで将軍義満に頼之の管領更迭を迫り、ついに頼之を都から追い落とすことに成功した（ただし後年頼之は復帰し再び義満の腹心として幕政を主導することになる）。その他にも細川派であった九州探題の今川了俊更迭に関与したり、子の義重、孫の義淳をそれぞれ管領に据えて自身は裏からその実権を握るなど、少年時から政治の表舞台に立って浮沈を繰り返した手熟れた政治家としての顔をのぞかせる。

また、義将が鎌倉公方と内通した罪で義満に討伐されるとの風聞が洛中流れた折、義将は嫡子義重を義満の元へ赴かせ申し開きをさせた。己が義将から疑われていると思われ、驚いた義満は義将の邸宅に赴いて慰撫し、その関係改善に努めたといわれる。このように義将は空前の権力を手に入れた「日本国王」義満に意見できる細川頼之以外では唯一の存在であった。

## 官歴
※日付＝旧暦
- 1360年（延文5年）、元服。従五位下治部大輔に任官。
- 1362年（康安2年）7月23日、幕府の執事（管領）と就る。越中守護に任ぜらる。
- 1366年（貞治5年）8月8日、執事（管領）・越中守護を退く。
- 1368年（貞治7年）2月、越中守護に復する。
- 1375年（永和1年）、左衛門佐に転任か。
- 1379年（永和5年）閏4月28日、管領に再度就る。越中守護から越前守護に転ずる。
- 1382年（永徳2年）12月、従四位下に昇叙し、左兵衛督に転任。
- 1387年（至徳4年）6月、信濃守護を兼ねる。
- 1391年（明徳2年）3月12日、管領を退く。
- 1393年（明徳4年）6月5日、管領に就る。
- 1395年（応永2年）7月23日、出家。入道道将を号す。
- 1395年（応永2年）7月25日、正四位下に昇叙し、左兵衛督から右衛門督に遷任。
- 1398年（応永5年）閏4月23日、管領・越前守護・信濃守護を退く。
- 1409年（応永16年）6月7日、管領に就る。
- 1409年（応永16年）8月1日、管領を退く。

## 偏諱を受けた人物
「将」の読みについては「まさ」/「ゆき」の2通りがある。一般には「よしまさ」と訓まれ、『国史大辞典』でも「よしまさ」で立項されているが、存命中の正しい訓みは「よしゆき」であろうと推測されている。
義将時代
- 織田将広
- 朝倉将景
- 氏家将光
- 長田将経

死後(?)
- 甲斐将教
- 甲斐将久（将教の子）